# Feast or Fired

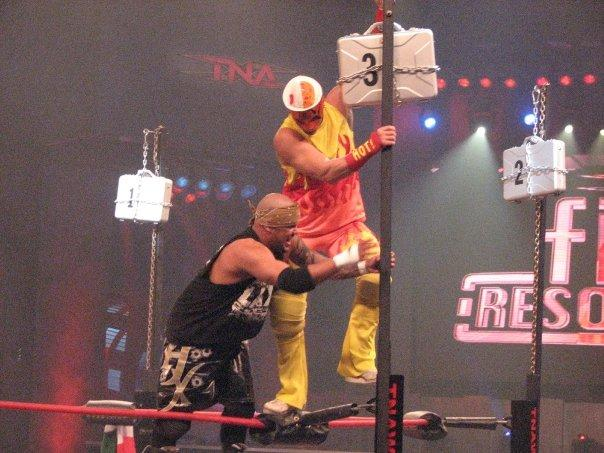
Homicide und Curry Man in einem Feast or Fired Match bei Final Resolution.

Feast or Fired ist ein Matchkonzept von Impact Wrestling. Es basiert auf dem Item-on-a-Pole-Match, bei dem ein Wrestler versucht ein Objekt zu erreichen, das an einer Stange in der Ringecke befestigt ist. Eine Besonderheit der Feat-or-Fired-Matches stellen die vier Koffer dar, um die die Wrestler kämpfen. Um diese zu erhalten, muss der Wrestler damit den Ring verlassen.

## Regeln
In jedem Koffer befinden sich „Verträge“ mit unterschiedlicher Bedeutung. Ein Koffer enthält einen Vertrag für ein Match um die Impact World Championship, einer für ein Match um ie Impact X Division Championship und einer für ein Match um die Impact World Tag Team Championship mit einem Partner seiner Wahl. Der vierte und letzte Koffer enthält einen pinken Umschlag, in dem der Wrestler die Kündigung erhält. 2016 wurde der Vertrag für die X Division Championship in einen Vertrag für ein Match um den TNA King of the Mountain Championship geändert.
Die jeweiligen Gewinner enthüllen ihren Koffer nicht in der Nacht des eigentlichen Matches, sondern in der nächsten Impact!-Ausgabe. Bevor sie den Koffer öffnen, können sie sich auch entscheiden, zu verzichten. Der Koffer kann auch in einem Match verteidigt werden.
Ähnlich wie beim WWE-Money-in-the-Bank-Koffer können die TitelMatches überall und jederzeit eingesetzt werden.

## Matches
| Jahr | Titel (Datum) | Gewinner | Weitere Teilnehmer | Zeit  |
| ---- | --- | --- | --- | ----- |
| 2007 | Turning Point (2. Dezember) | Scott Steiner (Case 2 – World Title Match) (11:54) Petey Williams (Case 4 – X Division Title Match) (03:04) B.G. James (Case 1 – TNA World Tag Team Championship Tag Team Title Mtch) (04:53) Senshi (Case 3 – Pink Slip) (06:27)       | Shark Boy, Lance Hoyt, Christopher Daniels, Elix Skipper, Homicide, Hernandez, Kip James, Jimmy Rave, Chris Harris und Sonjay Dutt    | 11:55 |
| 2007 | - Am 13. Dezember bei TNA Impact! besiegte Steiner Williams, James und Daniels. Nach dem Match bot Jim Cornette ihm 50.000 US-Dollar für den Koffer, was Steiner jedoch ablehnte. Steiner tauschte dann seinen Koffer mit dem von Williams, kündigte jedoch ein Match eine Woche später an. Bei Against All Odds gewann Steiner dann beide Koffer von Williams. Am 17. April 2008 sprach er eine offene Herausforderung aus, die Williams annahm. Williams verlor allerdings. Steiner und Williams arbeiteten jedoch später zusammen und Williams bekam den X-Division-Koffer. - Am 6. Dezember besiegte Christopher Daniels Senshi in einem Match um dessen Koffer, der sich jedoch als pinkfarbener Umschlag herausstellte, so dass Daniels gefeuert wurde (Storyline). | | |       |
| 2008 | Final Resolution (7. Dezember 7) | Hernandez (Case 4 – World Title Match) (03:53) Homicide (Case 1 – X Division Title Match) (09:33) Jay Lethal (Case 2 –TNA World Tag Team Championship Tag Team Title Match) (12:10) Curry Man (Case 3 – Pink Slip) (06:31)              | Alex Shelley, Chris Sabin, Jimmy Rave, Lance Rock, Sonjay Dutt, B.G. James, Consequences Creed, Cute Kip und Shark Boy.               | 12:10 |
| 2008 | - Am 30. April bei Impact wurde Hernandez’ Koffer von dem Stable British Invasion gestohlen, doch Hernandez gewann ihn später beiHard Justice (2009)\|Hard Justice von Rob Terry zurück. - Curry Man wurde gefeuert (Storyline). | | |       |
| 2009 | Final Resolution (20. December) | Samoa Joe (Case 3 – World Title Match) (09:20) Rob Terry (Case 4 – X Division Title Match) (05:00) Kevin Nash (Case 1 – Tag Team Title Match) (07:14) Sheik Abdul Bashir (Case 2 – Pink Slip) (04:47)                                   | Robert Roode, James Storm, Global Champion Eric Young, Homicide, Kiyoshi, Cody Deaner, Jay Lethal, and Consequences Creed             | 11:00 |
| 2009 | - Bei der Impact!_Episode vom 19. Januar wurde Terry gezwungen seinen Koffer an Doug Williams zu geben. - Bashir wurde entlassen. Dabei handelte es sich um eine echte Entlassung. | | |       |
| 2013 | Impact Wrestling (12. Dezember) | Gunner (Case 1 – World Title Match) (14:11) Zema Ion (Case 2 – X Division Title Match) (08:39) Ethan Carter III (Case 3 – TNA World Tag Team Championship Match) (02:06) Chavo Guerrero (Case 4 – Pink Slip) (12:19)                    | X Division Champion Austin Aries, Chris Sabin, Curry Man, Dewey Barnes, James Storm, Norv Fernum, Hernandez und Samoa Joe.            | 14:11 |
| 2013 | - Gunner verteidigte seinen Koffer gegen James Storm am 26. Dezember bei Impact. - Gunner besiegte James Storm am 16. Januar 2014 bei Genesis und erneut in einem Tag-Team Match am 30. Januar bei Impact. - Gunner gewann Carters Tag Team-Koffer am 31. Januar 2014 zusammen mit Storm und überließ ihm diesen. - Guerrero wurde entlassen. wurde entlassen. Dabei handelte es sich um eine echte Entlassung. | | |       |
| 2015 | Impact! (23. Januar) | Austin Aries (Case 1 – World Title Match) (05:45) Rockstar Spud (Case 4 – X Division Title Match) (04:20) Magnus (Case 3 – Tag Team Title Match) (07:43) Velvet Sky (Case 2 – Pink Slip) (01:17)                                        | Crazzy Steve, Samuel Shaw, Gunner, Jessie Godderz, DJ Z, Robbie E, Davey Richards, Eddie Edwards and Bram                             | 07:43 |
| 2015 | - Am 28. August 2015 nahmen GFW-Gründer Jeff und Karen Jarrett Magnus’ Koffer an sich, da er nun Teil ihres Rosters war und vergaben das TitelMatch an Brian Myers und Trevor Lee. - Sky unterstützte beim Match Robbie E und schnappte sich für ihn den Koffer. Da sie jedoch den Koffer entwendete, wurde sie schließlich auch gefeuert (Storyline). | | |       |
| 2016 | Impact Wrestling (aired January 26) | Drew Galloway (Case 1 – World Title Match) (10:07) Eli Drake (Case 4 – King of the Mountain Title Match) (12:38) James Storm (Case 3 – TNA World Tag Team Championship Tag Team Title Match) (16:06) Grado (Case 2 – Pink Slip) (04:16) | Bobby Roode, Robbie E, Aiden O’Shea, King of the Mountain Champion Eric Young, Bram, Jessie Godderz, Chris Melendez und Rockstar Spud | 16:06 |
| 2016 | - Grado wurde zunächst gefeuert, bis herauskam, das Drake in den Koffer geguckt und die Umschläge getauscht hatte. Grado trat dann in einem Leitermatch gegen Drake um einen Vertrag an und besiegte ihn. | | |       |
| 2018 | Impact! (aufgenommen am 13. Januar, ausgestrahlt am 15. und 22. März) | Moose (Case 4 – World Title Match) Petey Williams (Case 2 – X Division Title Match) Eli Drake (Case 1 – Tag Team Title Match) Ethan Carter III (Case 3 – Pink Slip)                                                                     | Rohit Raju, Taiji Ishimori, Trevor Lee, Caleb Konley, KM und Tyrus                                                                    |       |
| 2018 | - Eli Drake besiegte Moose tin einem Case vs. Case Match am 12. April. - Ethan Carter III wurde gefeuert. | | |       |

## Feast or Fired Statistiken

### Rekorde
| Championship                          | Wins | Losses | Total |
| ------------------------------------- | ---- | ------ | ----- |
| World Heavyweight/Global Championship | 1    | 6      | 7     |
| King of the Mountain Championship     | 1    | 0      | 1     |
| X Division Championship               | 4    | 2      | 6     |
| Tag Team Championship                 | 6    | 1      | 7     |

### Championship-Matches
| #   | Kofferhalter   | Titel                | Veranstaltung        | Datum                              | Resultat |
| --- | -------------- | -------------------- | -------------------- | ---------------------------------- | --- |
| 1   | B.G. James     | Tag Team             | Against All Odds     | 10. Februar 2008                   | James und Bullet Bob Armstrong verloren gegen A.J. Styles und Tomko |
| 2   | Petey Williams | X Division           | Impact!              | 17. April 2008                     | Williams besiegte Jay Lethal. |
| 3   | Scott Steiner  | World Heavyweight    | Sacrifice            | 11. Mai 2008                       | Steiner verlor gegen Samoa Joe. |
| 4   | Jay Lethal     | Tag Team             | Impact!              | 16. Dezember 2008                  | Lethal und Partner Consequences Creed besiegten Beer Money, Inc. (Robert Roode und James Storm). |
| 5   | Homicide       | X Division           | Impact!              | June 25, 2009                      | Homicide besiegte Suicide. |
| 6   | Hernandez      | World Heavyweight    | Impact! No Surrender | 15. Januar 2009 20. September 2009 | Hernandez versuchte es zunächst gegen Sting und gewann durch Disqualifikation. dadurch erhielt er von TNA Managing Partner Mick Foley den Koffer zurück. Hernandez verlor bei seinem zweiten Einlöseversuch gegen A.J. Styles. An dem Match nahmen auch Champion Kurt Angle, Matt Morgan und Sting teil. |
| 7   | Doug Williams  | X Division           | Impact!              | 19. Januar 2010                    | Williams besiegte Amazing Red. |
| 8   | Samoa Joe      | World Heavyweight    | Against All Odds     | 14. Januar 2010                    | Samoa Joe verlor gegen A.J. Styles in einem No-DQ-Match mit Gastringrichter Eric Bischoff. |
| 9   | Kevin Nash     | Tag Team             | Impact!              | 4. Mai 2010                        | Nash und Scott Hall besiegten Matt Morgan, der allein antrat. |
| 10. | Zema Ion       | X Division           | Impact Wrestling     | 30. Januar 2014                    | Ion verlor gegen Austin Aries. Ausgestrahlt am 6. Februar 2014. |
| 11  | Gunner         | World Heavyweight    | Impact Wrestling     | 31. Januar 2014                    | Gunner verlor gegen Magnus. Ausgestrahlt am 20. Februar 2014. |
| 12  | James Storm    | Tag Team             | Impact Wrestling     | September 19, 2014                 | James Storm und Abyss besiegten The Wolves (Davey Richards und Eddie Edwards). Ausgestrahlt am 12. November 2014. |
| 13  | Rockstar Spud  | X Division           | Impact Wrestling     | 31. January 2015                   | Spud besiegte Low Ki. Ausgestrahlt am 20. März 2015. |
| 14  | Austin Aries   | World Heavyweight    | Destination X        | 11. Mai 2015                       | Aries verlor gegen Kurt Angle. Ausgestrahlt am 10. Juni 2015. |
| 15  | GFW            | Tag Team             | Impact Wrestling     | 28. Juli 2015                      | Brian Myers und Trevor Lee besiegten The Wolves (Eddie Edwards und Davey Richards). Ausgestrahlt am 2. September 2015. |
| 16  | James Storm    | Tag Team             | Impact Wrestling     | 31. Januar 2016                    | Beer Money (James Storm und Bobby Roode) besiegten The Wolves (Davey Richards und Eddie Edwards). Ausgestrahlt am 8. Mai |
| 17  | Drew Galloway  | World Heavyweight    | Impact Wrestling     | 15. März 2016                      | Galloway besiegte Matt Hardy. |
| 18  | Eli Drake      | King of the Mountain | Impact Wrestling     | 23. April 2016                     | Drake besiegte Bram. Ausgestrahlt am 31. Mai 2016. |
| 19  | Eli Drake      | Tag Team             | Redemption           | April 22, 2018                     | Drake und Scott Steinerbesiegten LAX (Santana and Ortiz). |
| 20  | Petey Williams | X Division           | Redemption           | 22. April 2018                     | Williams besiegte Matt Sydal. |
| 21  | Eli Drake      | Heavyweight          | Impact Wrestling     | 23. April 2018                     | Drake verlor gegen Pentagón Jr. |